# Отелло (фильм-опера, 1973)
«Оте́лло» (итал. Otello) — художественный кинофильм-опера, поставленный в 1973 году, экранизация одноимённой оперы Джузеппе Верди. Постановщик, режиссёр и дирижёр Герберт фон Караян, режиссёр фильма Роже Бенаму.

## Сюжет
Фильм-опера, экранизация одноимённой оперы Джузеппе Верди.
История прославленного полководца Отелло — ревнивого мужа, его нежной и кроткой супруги Дездемоны, коварного Яго, попирающего все нравственные законы и настраивающего Отелло против жены, поражающая правдивостью и глубиной воплощения человеческих характеров, легла в основу этой музыкальной трагедии — позднего шедевра Верди, в котором с необычайной рельефностью и драматической силой отмечены музыкальные портреты персонажей.

## В ролях
- Джон Викерс — Отелло, благородный мавр, полководец венецианской армии
- Мирелла Френи — Дездемона, его супруга
- Питер Глоссоп — Яго, мичман
- Альдо Боттьон — Кассио, начальник эскадры
- Стефания Малагу — Эмилия, жена Яго
- Мишель Сенешаль — Родриго, венецианский патриций
- Марио Макки — Монтано, предшественник Отелло в управлении островом Кипр
- Жоза ван Дам — Лодовико, посланник Венецианской Республики

## Музыканты
- Хор Немецкой оперы в Берлине
- Берлинский филармонический оркестр
- Хормейстер: Вальтер Хаген-Гроль
- Дирижёр: Герберт фон Караян

## Съёмочная группа
- Постановщик, режиссёр и дирижёр: Герберт фон Караян
- Режиссёр: Роже Бенаму
- Продюсер: Фриц Буттенштидт
- Оператор: Эрнст Вильд
- Художник: Жорж Вакевич

## Примечание
- Фильм снят в августе 1973 году, с использованием аудио, записанного в декабре 1972 года.

## Издание на видео
- Неоднократно выпускался на DVD. Один из последних выпусков — в 2005 году компанией Deutsche Grammophon (Гамбург, Германия).